# San Sebastián Zinacatepec
San Sebastián Zinacatepec är en kommunhuvudort i Mexiko.   Den ligger i kommunen Zinacatepec och delstaten Puebla, i den sydöstra delen av landet, 230 km sydost om huvudstaden Mexico City. San Sebastián Zinacatepec ligger 1 127 meter över havet och antalet invånare är 14 826.
Terrängen runt San Sebastián Zinacatepec är platt åt sydväst, men åt nordost är den kuperad. Runt San Sebastián Zinacatepec är det ganska glesbefolkat, med 35 invånare per kvadratkilometer. Närmaste större samhälle är Ajalpan, 5,0 km norr om San Sebastián Zinacatepec. Trakten runt San Sebastián Zinacatepec består till största delen av jordbruksmark.